# Alexandr Petrovič Ivanov
Svatý Alexandr Petrovič Ivanov (1866, Gvardějcy – 14. ledna 1938, Kujbyšev) byl ruský duchovní Ruské pravoslavné církve, jerej a mučedník.

## Život
Narodil se roku 1866 ve vesnici Gvardějcy Samarské gubernie v rodině kněze Petra Ivanova.
Studoval na Samarském duchovním semináři a byl rukopoložen na jereje. Poté začal sloužit v chrámech samarské eparchie.
V letech 1909–1930 sloužil ve farnosti Krivaja Luka.
Roku 1930 byl zatčen a obviněn z kontrarevoluční činnosti. V obvinění stalo, že se stavěl proti zakládání JZD. Byl odsouzen k pěti letům vyhnanství v Severním kraji.
Po dvou letech exilu se jeho zdravotní stav zhoršil natolik, že nemohl splnit pracovní kvótu. Rozhodl se proto utéct do vlasti. V červenci roku 1933 odcestoval tajně do Samary.
Dne 30. listopadu 1937 byl zatčen ve skupině kněží kolem biskupa Alexandra (Trapicyna) a obviněn z kontrarevoluční činnosti.
Dne 21. prosince 1937 byl Trojkou NKVD odsouzen k trestu smrti zastřelením.
Rozsudek byl vykonána 14. ledna 1938 v Kujbyševu a tělo bylo pohřbeno v hromadném hrobě.

## Kanonizace
Dne 20. srpna 2000 ho Ruská pravoslavná církev svatořečila jako mučedníka a byl zařazen mezi Sbor všech novomučedníků a vyznavačů ruských.
Jeho svátek je připomínán 14. ledna (1. ledna – juliánský kalendář).